# (6141) Дурда
(6141) Дурда (лат. Durda) — астероид, относящийся к группе астероидов пересекающих орбиту Марса. Он был открыт 16 декабря 1992 года в рамках программы по поиску астероидов Spacewatch в обсерватории Китт-Пик и назван в честь Дана Дурда, одного из членов правления фонда Фонд B612.

Орбита астероида Дурда и его положение в Солнечной системе

22 сентября 2154 года данный астероид пройдёт на расстоянии 0,0088 а. е. (1,32 млн км) от Марса.